# Iván Vsévolozhsky

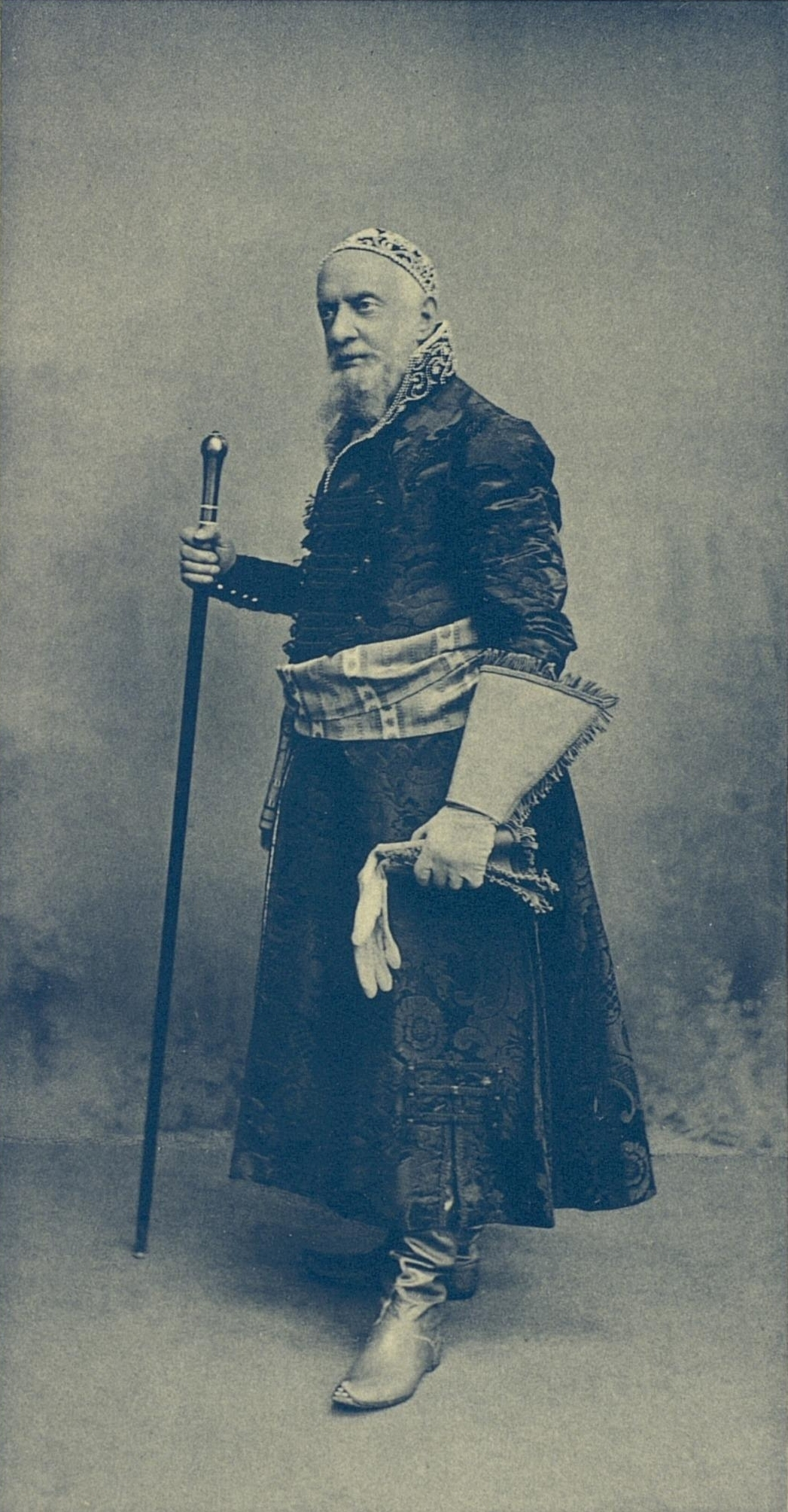
Vsévolozhsky en traje tradicional, 1903.

Iván Aleksándrovich Vsévolozhsky, en ruso Ивáн Алексáндрович Всéволожский (Imperio ruso, 2 de abril de 1835 – San Petersburgo, 10 de noviembre de 1909) fue un diplomático, director de teatro, coreógrafo, libretista y diseñador ruso. Fue el responsable de que existieran ballets mundialmente famosos como La bella durmiente y El cascanueces.

## Vida

### Primeros años
La familia de Vsévolozhsky procedía de Riúrik, con los príncipes de Smolensk incluidos entre sus ilustres antepasados. Se graduó en la Universidad de San Petersburgo antes de trabajar en la sección asiática del Departamento de Asuntos Internacionales, el consulado ruso en La Haya y como funcionario en San Petersburgo. A pesar de no tener formación en gestión, ni tampoco en teatro, se aficionó al teatro y a la cultura francesa en general durante su estancia en el consulado ruso en París a partir de 1876.

### Director de los Teatros Imperiales
Tras la ascensión de Alejandro III, fue nombrado director de los Teatros Imperiales a partir del 3 de septiembre de 1881. Aunque era relativamente desconocido, Vsévolozhsky era una figura vigorosa y "encantadoramente amable" con una "asombrosa perspicacia". Ostentó el cargo de director de los Teatros Imperiales de Rusia entre 1881 y 1898, primero de los de Moscú y a partir de 1866, de San Petersburgo. Administrador competente, Vsévolozhsky inició ese año dos importantes reformas de los teatros de la capital imperial. Llevó a cabo la reubicación del Ballet Mariinski y la ópera del Teatro Bolshói Kámenny (considerado inseguro en 1886) al Teatro Mariinski. Por otra parte, suprimió el puesto de primer compositor del Ballet Imperial, cargo que habían tenido músicos como Léon Minkus y Cesare Pugni.
Encargó a Chaikovski la composición de los ballets La bella durmiente (1890) y El cascanueces (1892), para los que él mismo escribió los libretos en colaboración con Marius Petipa. En 1888 encargó al maestro de ballet  imperial Petipa la coreografía de un ballet completo sobre el cuento "La bella durmiente" para un estreno en el Teatro Mariinsky. Logró que escribiera la partitura el más famoso compositor ruso, un tal Chaikovski. Vsevolojskoy escribió él mismo el libreto; en su carrera, había sido tanto dramaturgo como ensayista y también era un talentoso artista capaz de diseñar trajes para el teatro. Gracias a su visión, se dice que el ballet La bella durmiente (1890) tenía la escenografía y el vestuario más caros y elaborados jamás vistos. Fue un laborioso diseñador de trajes, que preparó al menos 1087 dibujos para 25 o más producciones, incluidas las representaciones originales de La bella durmiente en 1890 y El cascanueces en 1892.
Como gran admirador de la música de Chaikovski, contribuyó a llevar a escena tres de las últimas óperas de este compositor, a saber, La encantadora (1886), La dama de picas (1889, con libreto de Pushkin por el hermano del compositor, Modesto Chaikovski), y Iolanta (1892, también con libreto de Modesto). Iolanta (a veces escrita como Iolanthe) fue encargada expresamente por Vsevolozhsky como la primera parte de una velada de gala en dos actos que concluiría con un ballet llamado El cascanueces. Este ballet en dos actos pretendía mostrar la coreografía del maestro de ballet imperial Petipa, pero finalmente fue creado por el ayudante del maestro de ballet Lev Ivanov, debido al deterioro de la salud de Petipa. El estreno de Iolanta y El cascanueces, el 6 de diciembre de 1892, fue un leve éxito y llevó al célebre compositor a creer que gozaría de cierta popularidad durante "al menos un par de años".
Entre sus grandes cambios administrativos como director se encuentra la formación de un comité para determinar el repertorio, los aumentos salariales para artistas y trabajadores (algunos de los cuales se multiplicaron por siete) y el aumento de los honorarios de los autores al 10% (desde el 2%). Sin embargo, algunas medidas no tuvieron éxito, como su prohibición de la distribución gratuita de entradas, el aumento del tamaño de la orquesta y la ampliación de los derechos de producción de carteles teatrales. Lo más cuestionado fue su coste; las reformas aumentaron el gasto 10 veces más que su predecesor, el barón Kister, y los intentos de subir el precio de las entradas fueron "universalmente condenados".

### Relaciones artísticas
Las preferencias artísticas de Vsévolozhsky eran francesas, aunque fue su trato personal, refinado pero sin pretensiones, lo que atrajo a Chaikovski a trabajar con él. Fue uno de los partidarios más vehementes de Chaikovski. Esta relación, sin embargo, funcionaba en ambos sentidos; la demanda de nueva música eclipsaba la oferta y fue esta presión permanente la que llevó a Chaikovski a volver al ballet tras la tibia recepción de El lago de los cisnes, así como la generosa facilitación de Vsevolozhsky para que reanudara sus esfuerzos. El diario del compositor sugiere que existía una estrecha relación entre él y el director; relata que acudió a la casa del primero para una reunión creativa urgente que incluía a Marius Petipa y a Alexandre Petrovich Frolov.
Vsévolozhsky defendió igualmente a Marius Petipa, con quien mantuvo una fructífera relación que culminó con producciones de L'Ordre du roi, Les ruses d'amour y La bella durmiente que se hicieron eco de la época dorada del ballet francés. Sin embargo, su principal lealtad siguió siendo la causa por la que había sido nombrado, es decir, la defensa del ballet ruso. Sus críticos, como Skalkovsky, lamentaron la falta de bailarines extranjeros, y sólo en casos excepcionales vaciló en su compromiso con el arte ruso, como atestigua Wiley. Esto también reflejaba los deseos de la familia real rusa; el zar había abolido la ópera imperial italiana en favor de la rusa antes de su nombramiento. También se esperaba que Vsévolozhsky influyera positivamente en la literatura rusa, las costumbres sociales y la conciencia nacional. Se desconocen sus opiniones sobre el monopolio estatal de las producciones teatrales, aunque los críticos contemporáneos apreciaron su papel en el mantenimiento de espectáculos de alto nivel y calidad (por ejemplo, en contraposición a la Ópera de París).

### Últimos años
En 1899 Vsévolozhsky se convirtió en director del Museo del Hermitage hasta su muerte en 1909. Se casó con Ekaterina Dmitrievna Volkonsky, nieta de Príncipe mariscal de campo P.M. Volkonsky (1776-1852) que, bajo el mando del zar Alejandro I, había participado en la batalla de Austerlitz contra Napoleón.[cita requerida]

## Galería

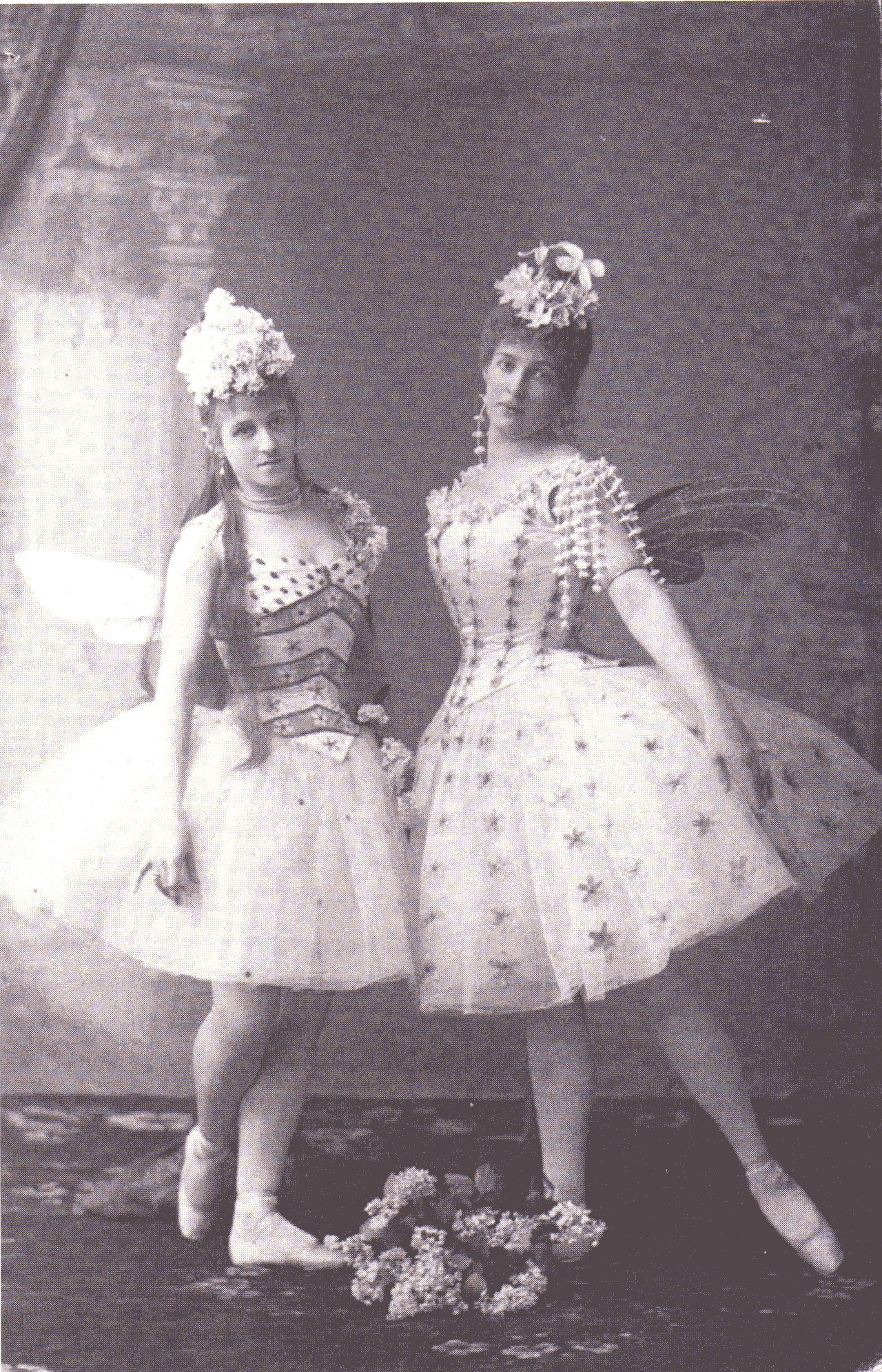
Marie Petipa (hija de Marius) como el Hada Lila, vestida para el Prólogo, con Lyubov Vishnevskaya como su asistente en el vestuario de Vsévolozhsky para La bella durmiente (1890)
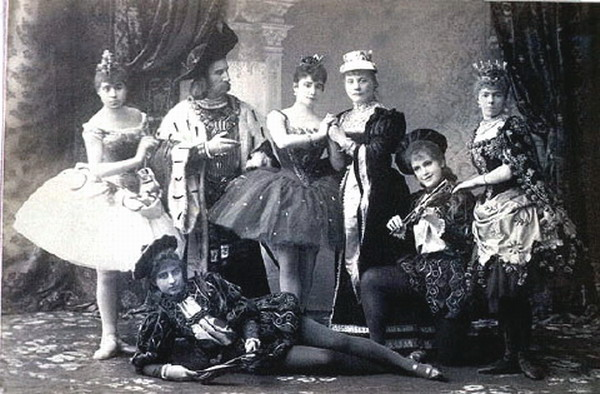
Los bailarines originales vestidos con los diseños de Vsévolozhsky para La bella durmiente (1890) en el Teatro Mariinsky
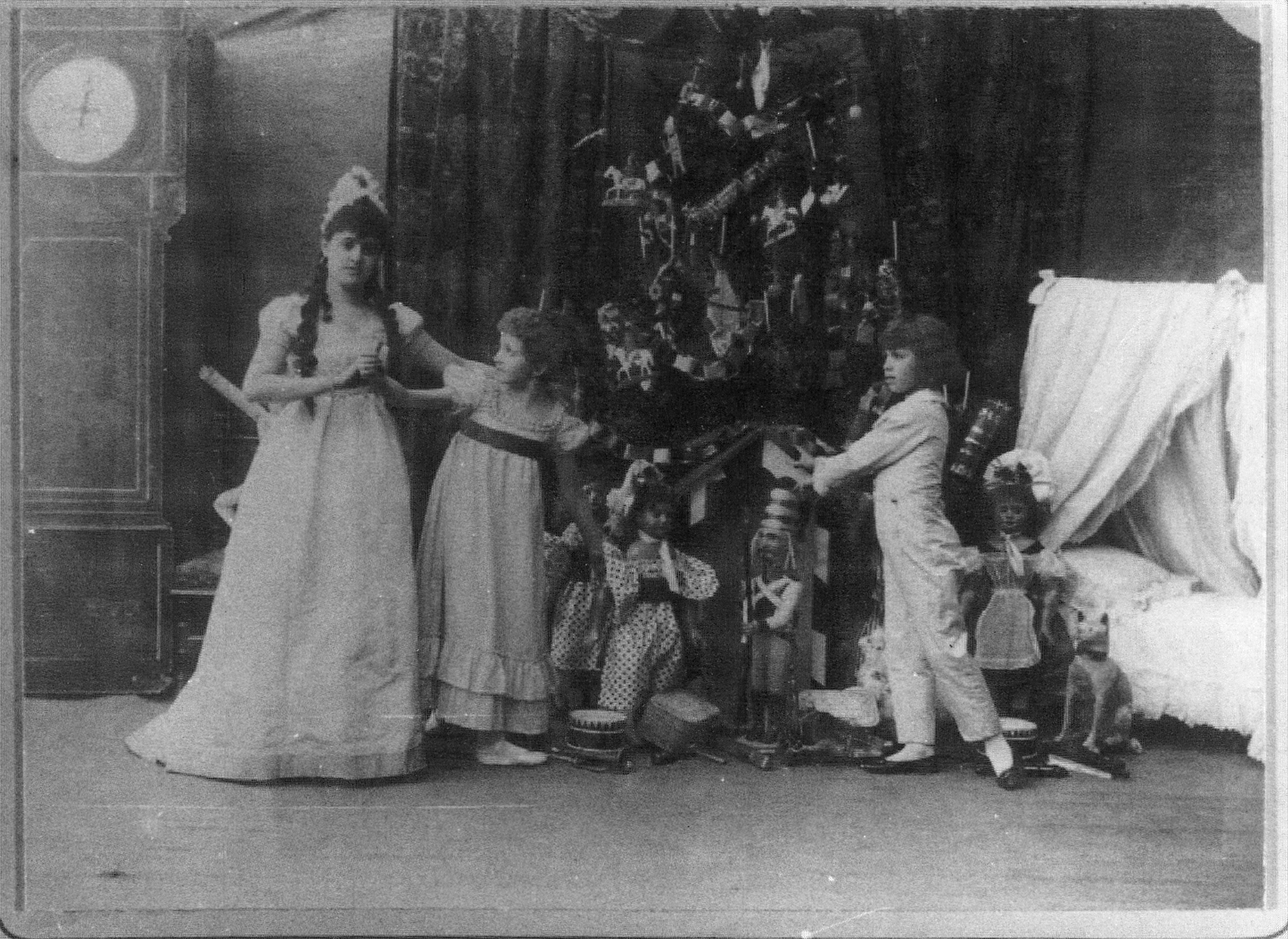
Stanislava Belinskaya como Clara, Lydia Rubtsova como Marianna, y Vasiliy Stulkolkin como Fritz vestidos con los diseños de Vsévolozhsky para El cascanueces (1892)
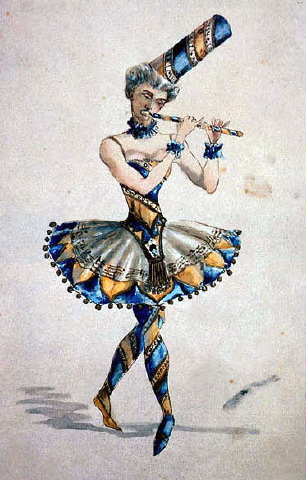
Boceto de Vsévolozhsky del vestuario para la Danza con los pequeños quintos (o Danza de los mirlitones) del Acto II de El cascanueces (1892)
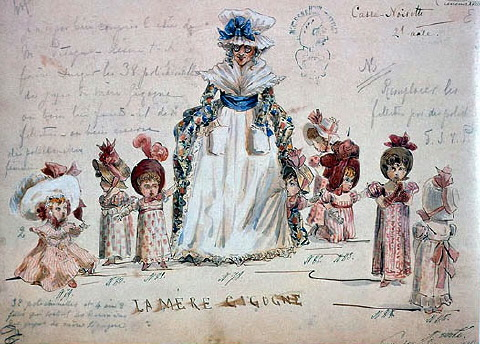
Boceto de Vsévolozhsky del vestuario para Madre Gigone, sus hijos y los bufones del Acto II de El cascanueces (1892)